# Paseo Marítimo de Pontevedra
Le paseo marítimo de Pontevedra est une voie piétonne longeant le bord de mer face à la ria de Pontevedra, à Pontevedra, en Espagne. Cet espace public côtier est construit dans la zone urbaine et semi-urbaine de la ville et définit sa rencontre avec la mer et le fleuve Lérez.

## Histoire
Au début  du XXe siècle c’est un sentier terreux et pierreux longeant la ria de Pontevedra et le fleuve Lérez. La promenade piétonne actuelle comporte plusieurs tronçons qui ont été construits à différentes périodes par différentes administrations publiques.
Jusqu'en 1997, les berges du fleuve Lérez n'ont pas été aménagées. C'est en 1996 que la Junte de Galice a attribué les travaux d'aménagement des berges depuis le Pont des Tirantes jusqu'aux abords de la plage du Lérez à l'entreprise de construction OCP y compris un nouvel accès au quartier Monte Porreiro. Les travaux ont commencé le 7 octobre 1996. Le projet a concerné un total de 42 000 mètres carrés sur la rive gauche du fleuve. Sur la rive droite, le projet a consisté en l'aménagement d'une bande de 110 000 mètres carrés avec des espaces verts, des ponts en bois, l'amélioration du massif forestier, l'installation de mobilier urbain et l'éclairage. La promenade, connue sous le nom de Paseo del Lérez a été inaugurée par le président de la Junte de Galice le 24 juillet 1997. À partir de ce jour, la promenade est devenue le principal lieu de promenade des habitants de Pontevedra.
En 2000, le ministère des travaux publics a commencé le réaménagement de la promenade piétonne d'Orillamar (Beiramar en galicien) du pont du Bourg au port de Corbaceiras. Devant le pont du Bourg, un rond-point avec un bassin ornemental a été créé et la sculpture Dorna de l'artiste Xaime Quesada y a été installée. Elle a ensuite été déplacée dans la rue Gorgullón lors de la nouvelle restructuration de l'Avenue Uruguay en 2006. Les travaux de cette nouvelle promenade piétonne au bord de la ria de Pontevedra ont été inaugurés par le vice-président du gouvernement espagnol Mariano Rajoy le 20 août 2001.
En 2009, le conseil municipal de Pontevedra a lancé le projet de prolongement de la promenade depuis le port de Corbaceiras et l'embouchure de la Gafos dans la ria de Pontevedra, afin d'ouvrir la ville sur la mer. Le projet a été conçu par l'architecte José Ramón Garitaonaindia de Vera. Le front de mer a été aménagé, une voie de la quatre voies PO-12 a été supprimée et des terrains du domaine public maritime ont été occupés. Un belvédère a été construit sur des pilotis au-dessus de la ria de Pontevedra, avec vue sur l'île de Tambo. La promenade a été inaugurée le 25 mars 2011.
En juillet 2017, la mairie a procédé à la remise en état de la promenade du Lérez en réparant les fissures du chemin piétonnier et de la piste cyclable. Un tronçon d'environ 300 mètres, entre la plage du Lérez et le pont des Tirantes, a également été renforcé par l'installation de près de 700 pilotis dont les poutres ont été placées sur le bord de la promenade.
En juin 2020, le ministère de la Transition écologique a attribué à l'entreprise de construction San José le contrat pour le prolongement de la promenade en bord de mer (y compris une piste cyclable) de plus de deux kilomètres, du rond-point de Malvar à Os Placeres, dans la paroisse civile Lourizán. Les travaux ont commencé en août 2020. Le premier kilomètre et trois cents mètres de cette partie de la promenade a été officiellement ouvert aux piétons le 26 février 2022,.

## Description
Visuellement et dans l'inconscient collectif, le Paseo Marítimo, le Paseo de Orillamar et le Paseo du Lérez ne forment qu'une seule et même artère littorale : Orillamar (= Bord de mer).

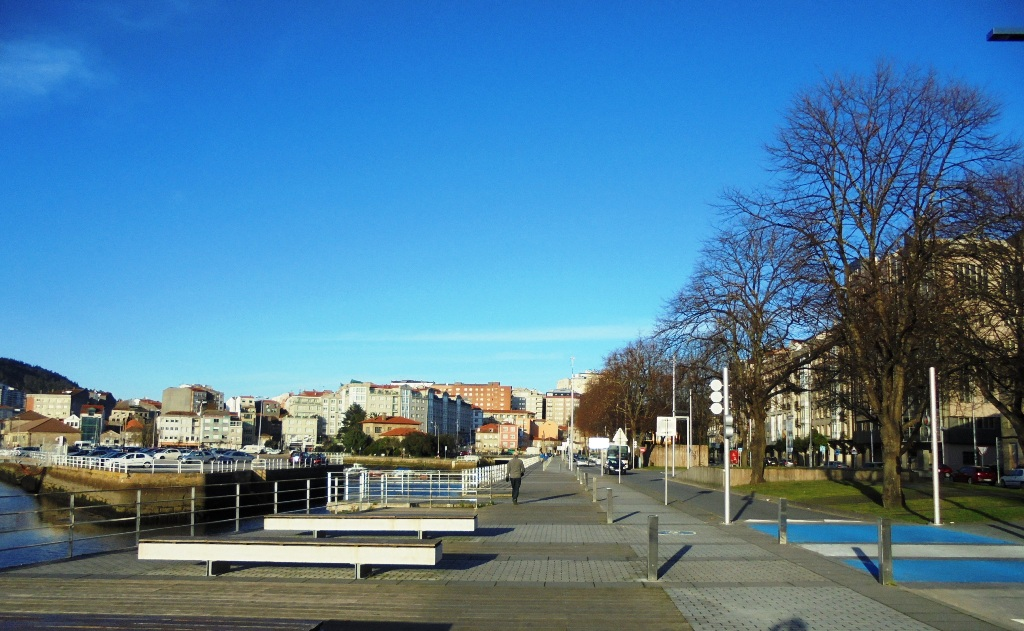
Bancs du Paseo Marítimo

- Paseo marítimo : Depuis le port de Corvaceiras jusqu'au rond-point de Malvar, la promenade comporte une voie en bois d'un kilomètre et 2,5 mètres de large surplombant la ria de Pontevedra à certains endroits et une piste cyclable de 2,2 mètres de large[16]. Dans la partie proche de la rue Manuel del Palacio, des escaliers en pierre qui descendent vers la ria de Pontevedra ont été réparés[17]. La promenade comporte des bornes d'éclairage à LED qui séparent la piste cyclable de la voie piétonne, plusieurs bancs design en béton recouverts de bois près du carrefour de la rue Manuel del Palacio et un belvédère de 100 mètres carrés sur pilotis au-dessus de la ria de Pontevedra avec vue sur l'île de Tambo[18]. En 2020, les travaux ont commencé pour prolonger la promenade de deux kilomètres supplémentaires, en intégrant une piste cyclable sur toute la longueur de la promenade. L'objectif de la prolongation de la promenade est d'ouvrir davantage la ville sur la mer[19].

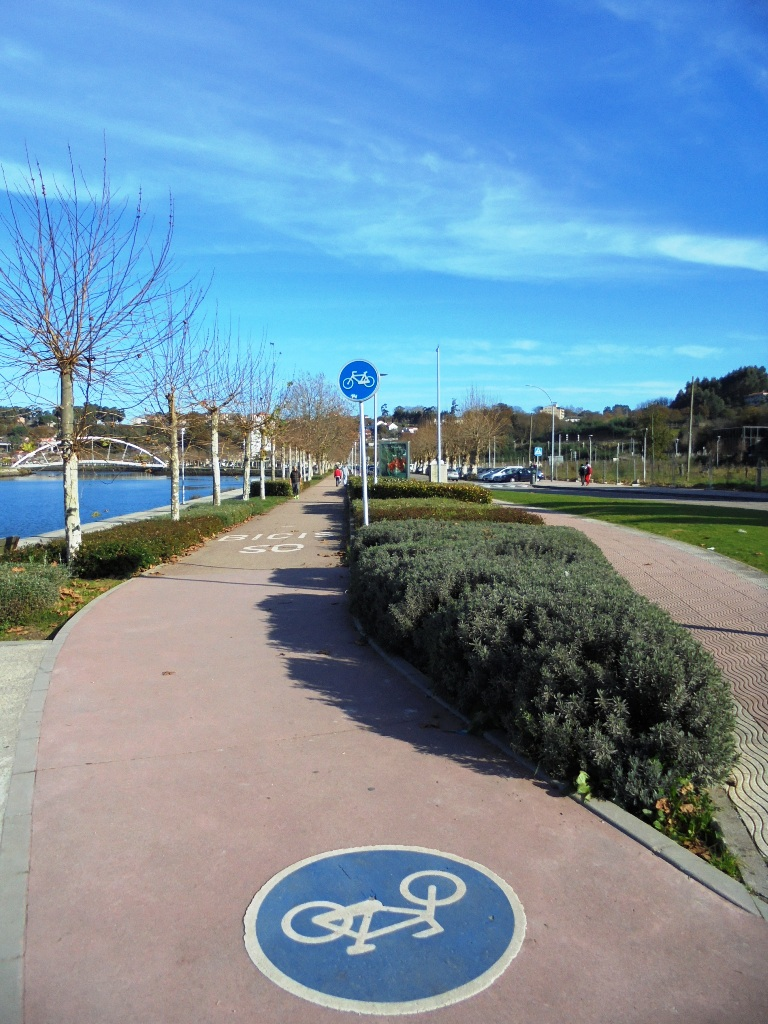
Piste cyclable du Paseo del Lérez

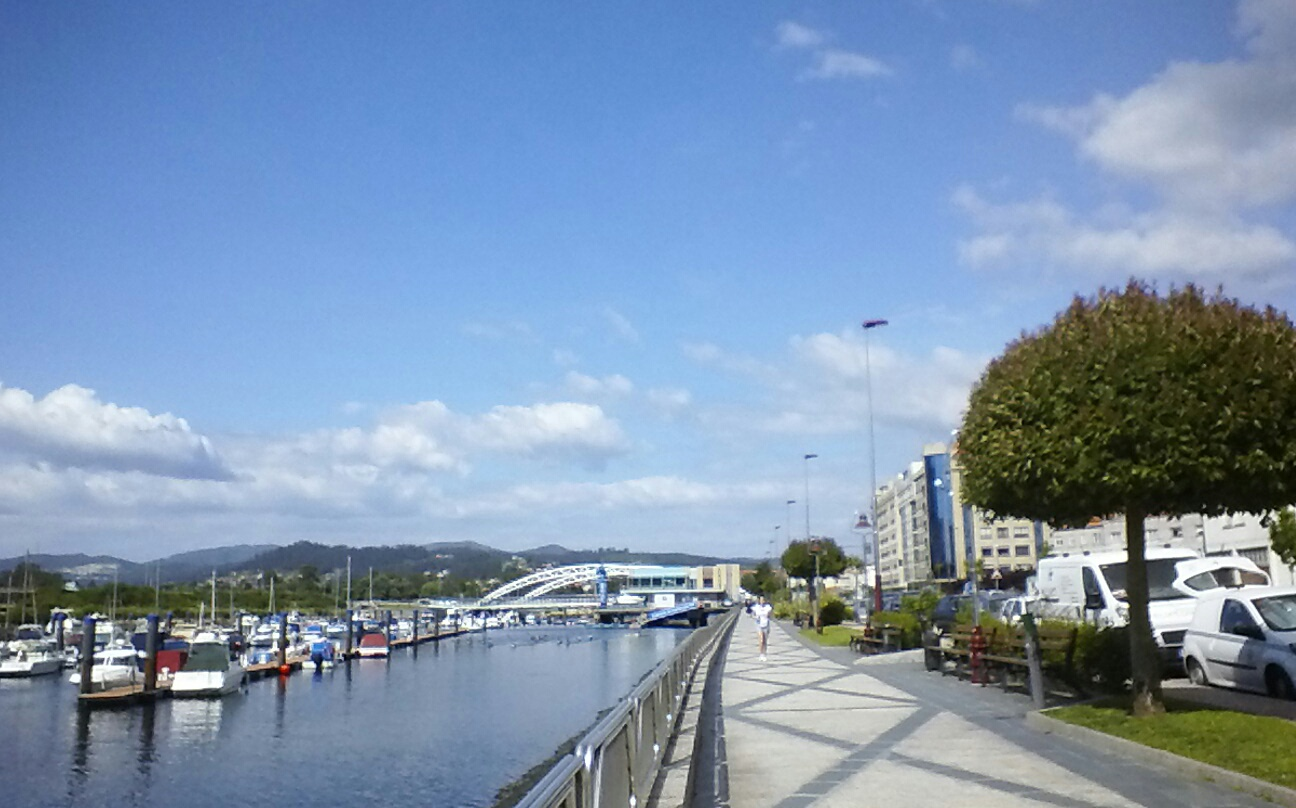
Paseo d'Orillamar et port de plaisance de Pontevedra

Lorsque la marée est basse dans l'estuaire, de grands bancs de sable sont visibles, formant une zone humide qui attire de nombreux oiseaux marins tels que les hérons, les mouettes, les échassiers et les canards marins. Cette zone attire de plus en plus d'ornithologues.
- Paseo de Orillamar (du port de Corbaceiras au Pont du Bourg) : La promenade d'Orillamar est équipée d'un garde-corps en acier inoxydable, de bancs en bois, de poubelles, de pelouses, d'arbustes, d'arbres (des pins parasol, des ficus benjamina, des liquidambar, des camphriers, des poiriers de Chine, des troènes), d'une haie rouge derrière les bancs[21] et de plusieurs fontaines d'eau potable[5]. La promenade a un revêtement en granit rose et en carreaux d'ardoise noire disposés en rectangles croisés. La voie piétonne traverse le pont de la Barque avec une plate-forme en bois qui passe à l'intérieur d'une des travées du pont[22]. Un passage souterrain pour piétons avec un éclairage naturel à travers le rond-point supérieur de l'avenue Uruguay, passe sous le pont des Courants. Ce passage est protégé sur le côté de la ria par un écran de verre, de sorte que l'eau peut être vue lors des marées hautes lorsque le niveau de la mer monte[23].

- Paseo del Lérez (du pont des Tirantes à la plage du Lérez) : Il comprend une piste cyclable, une promenade piétonne avec un brise-lames et des gradins en granit descendant vers le fleuve, des bancs, des lampadaires et des jardins avec des rangées de platanes[1]. Au milieu de la promenade se trouve la passerelle à haubans conçue par l’ingénieur civil Hugo Corres Peiretti qui enjambe le Lérez et mène au parc Île des Sculptures[24]. Le tablier incurvé de cette passerelle, qui permet le passage de petits bateaux, a une portée de 82,50 mètres et une flèche de 13,40 mètres, avec un tablier en tôle et un arc incurvé de 1 mètre de diamètre.

### Points d'intérêt touristique
- Les ponts traversant la ria de Pontevedra et le fleuve Lérez : le pont de la Barque, le pont des Courants, le pont du Bourg et le pont des Tirantes.
- Le port de plaisance de Pontevedra, à côté du Paseo d'Orillamar (avenue Uruguay).
- Le marché central de Pontevedra, près du pont du Bourg.
- Le musée de Pontevedra, près du Pont de Santiago.
- Les bancs de sable à marée basse pour observer les oiseaux de mer[20].
- L'île de Tambo, peut être vue depuis le front de mer.

## Galerie d’images

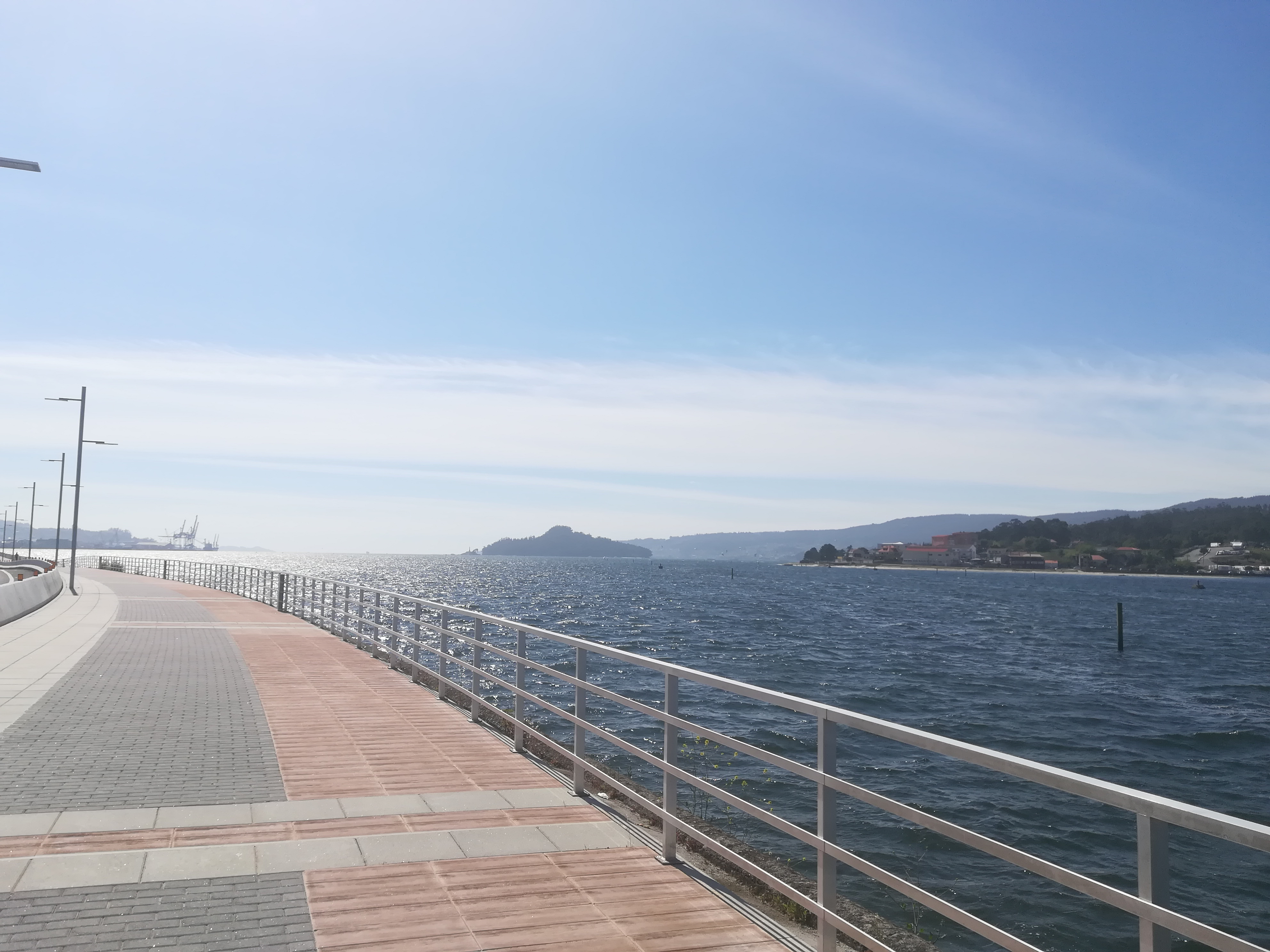
Front de mer
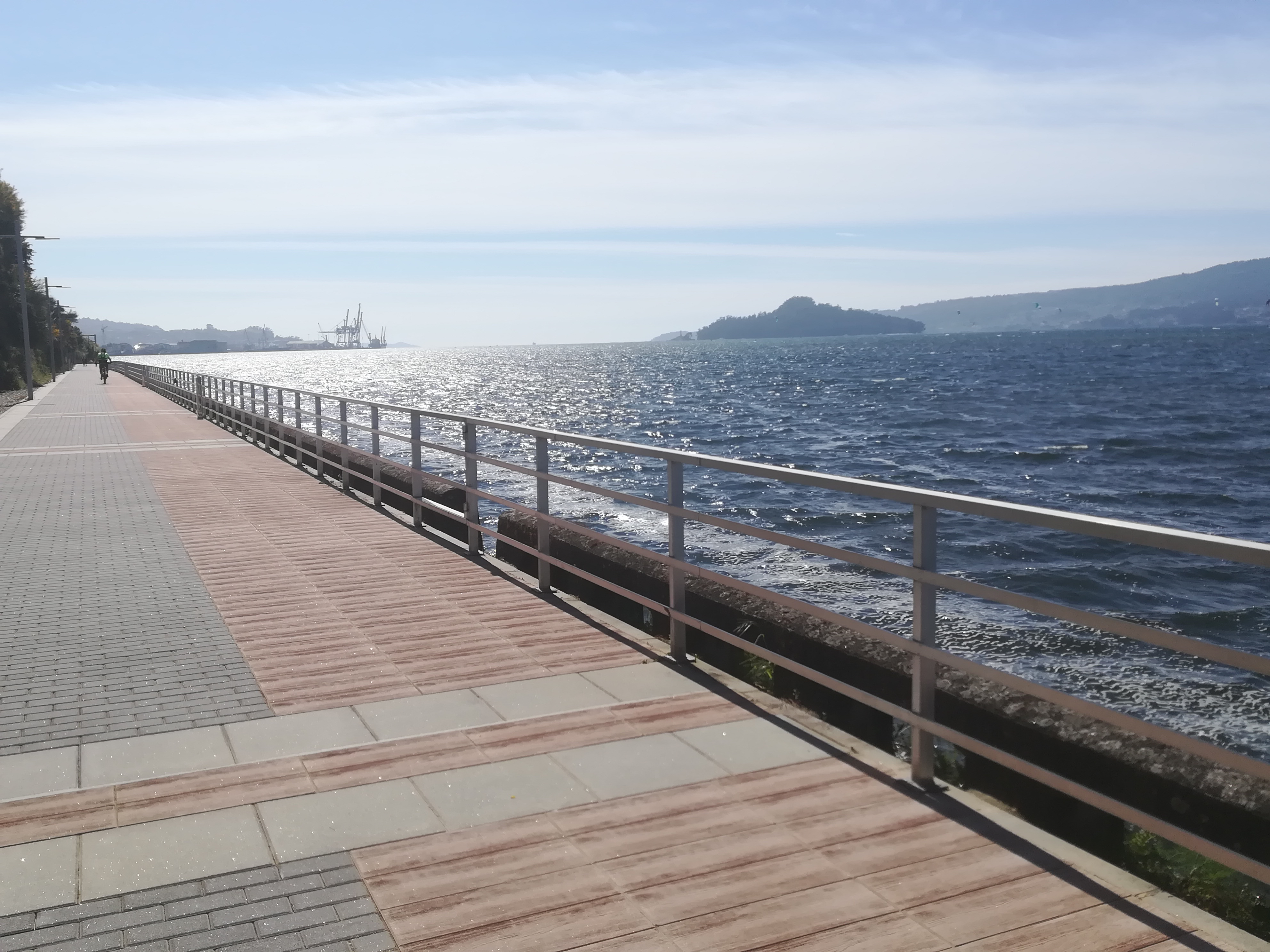
Promenade du front de mer
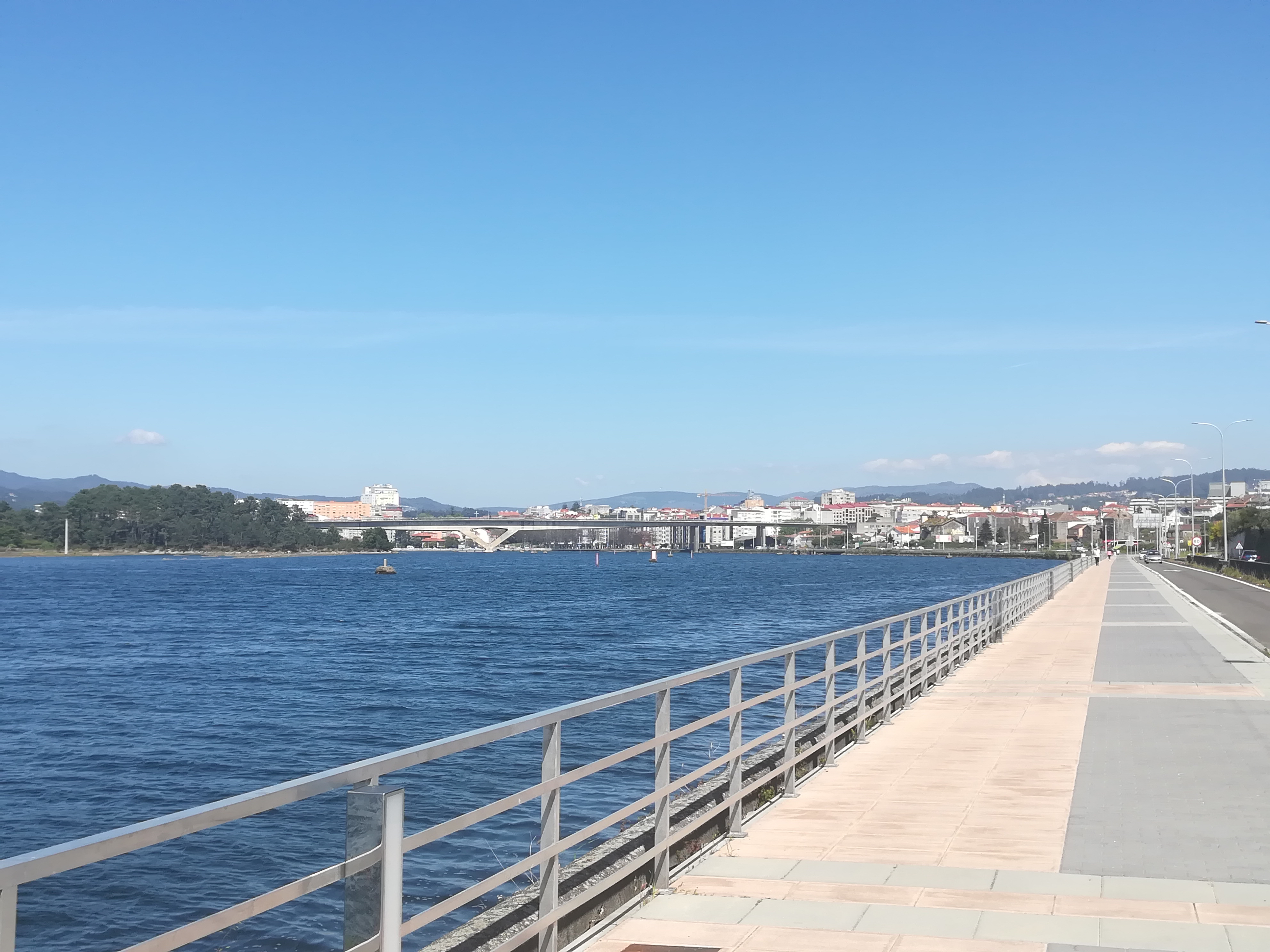
Bord de mer de Pontevedra
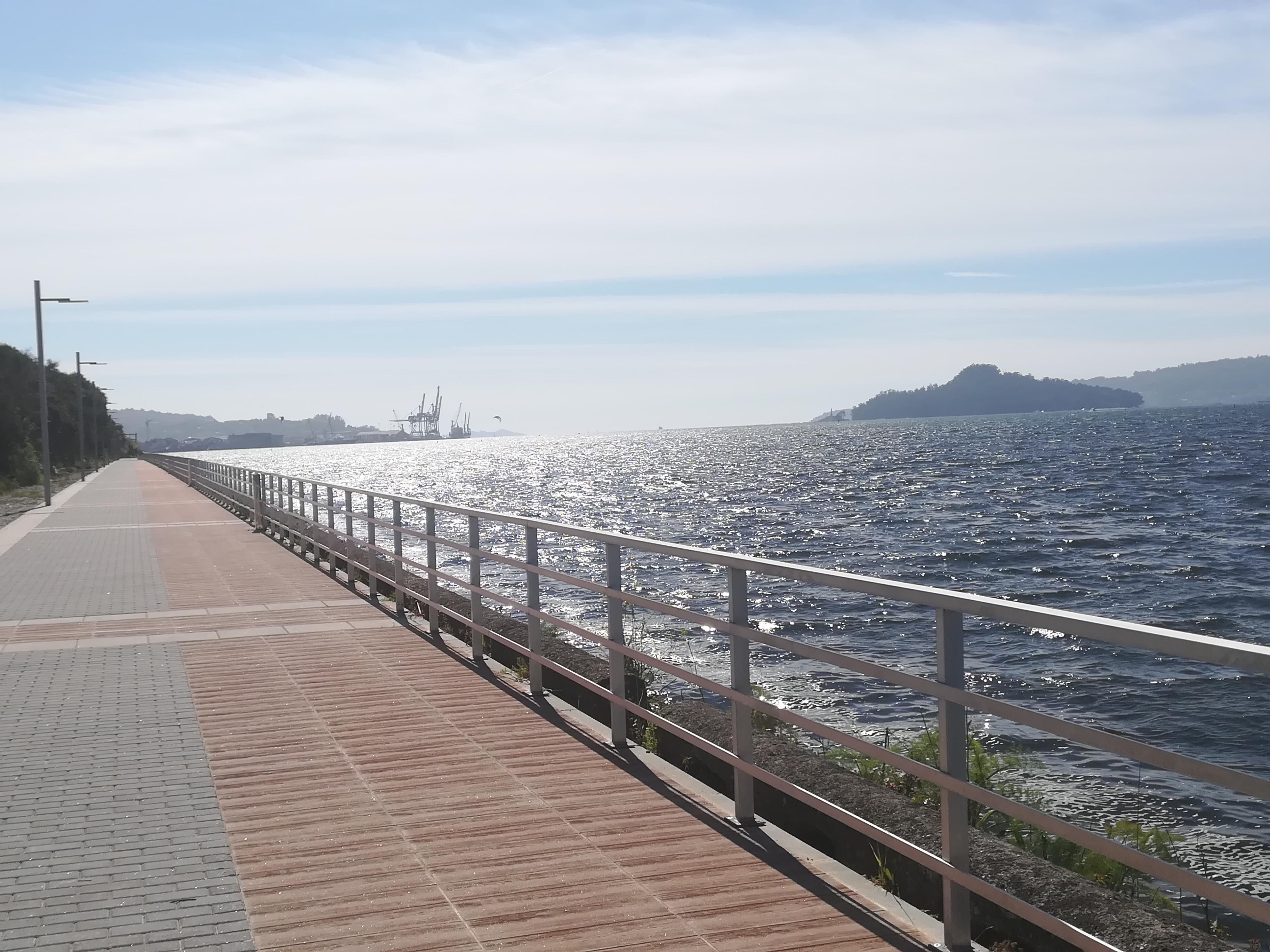
Bord de mer
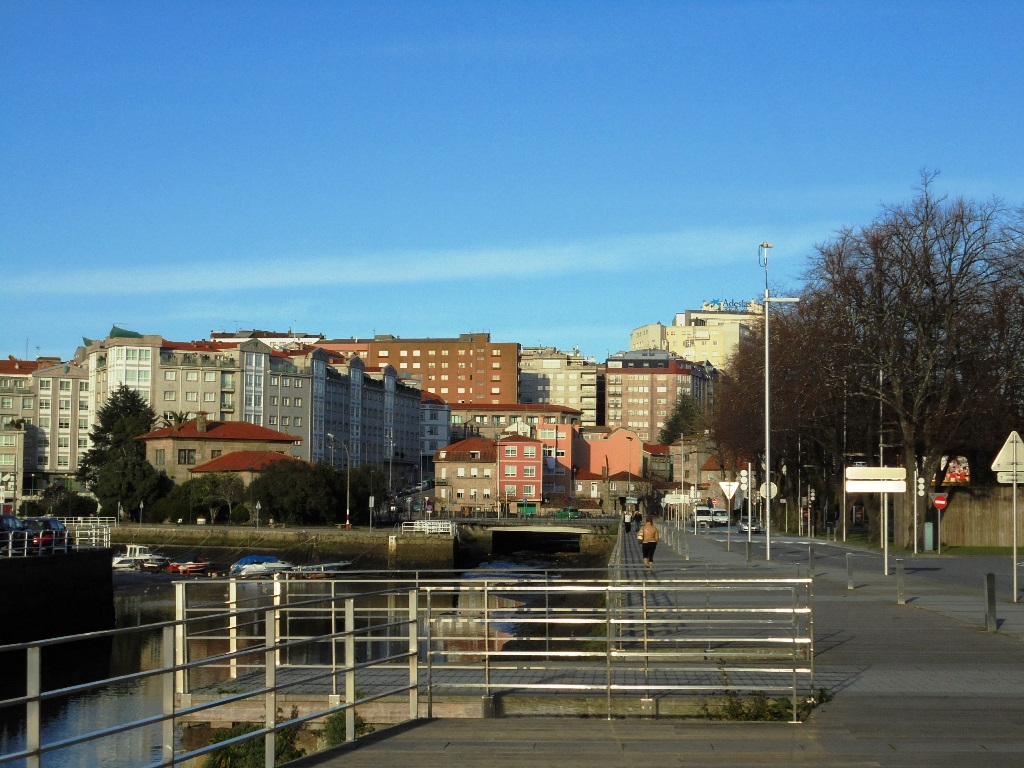
Paseo marítimo
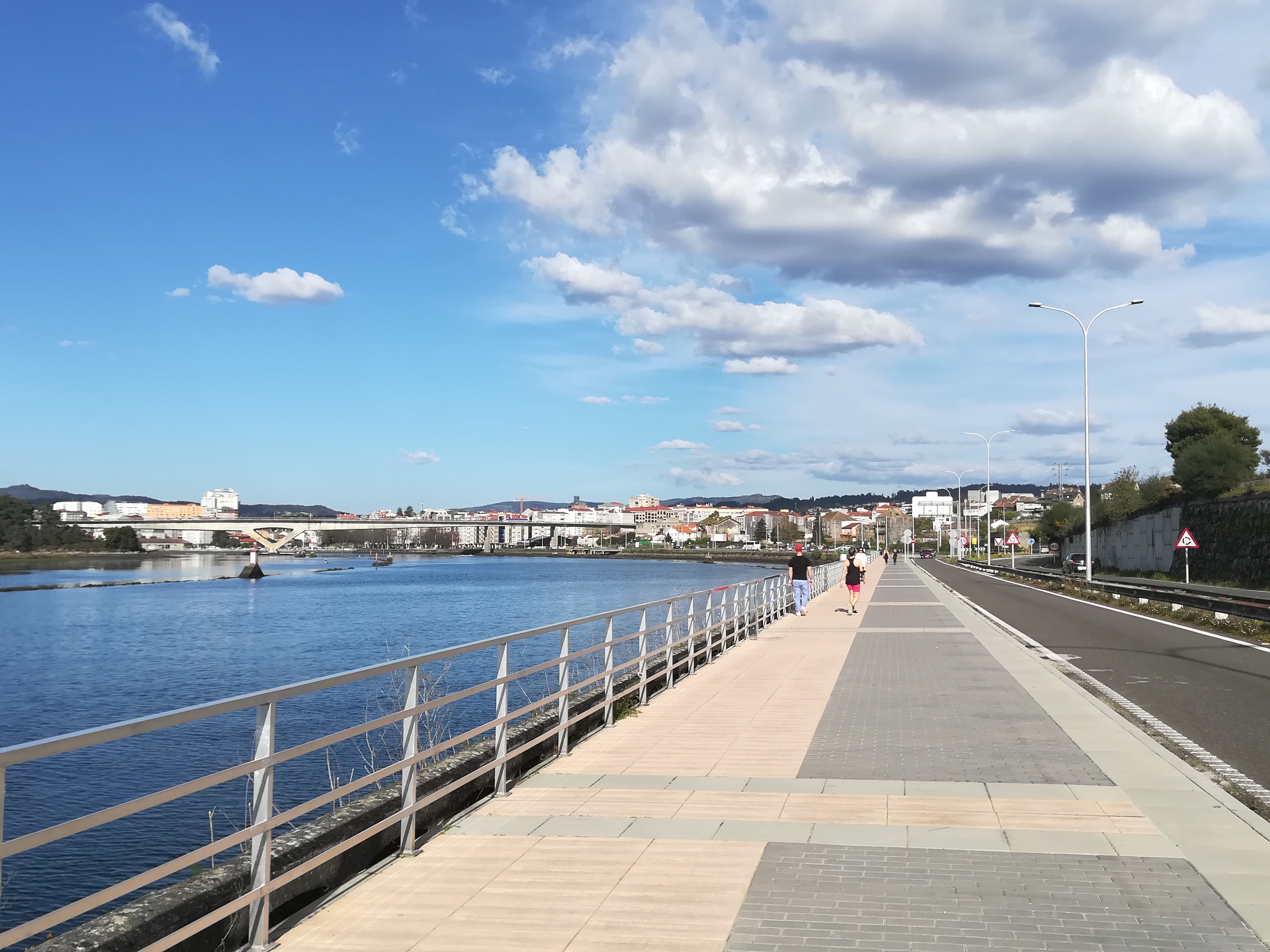
Bord de mer avec la ville en arrière-plan
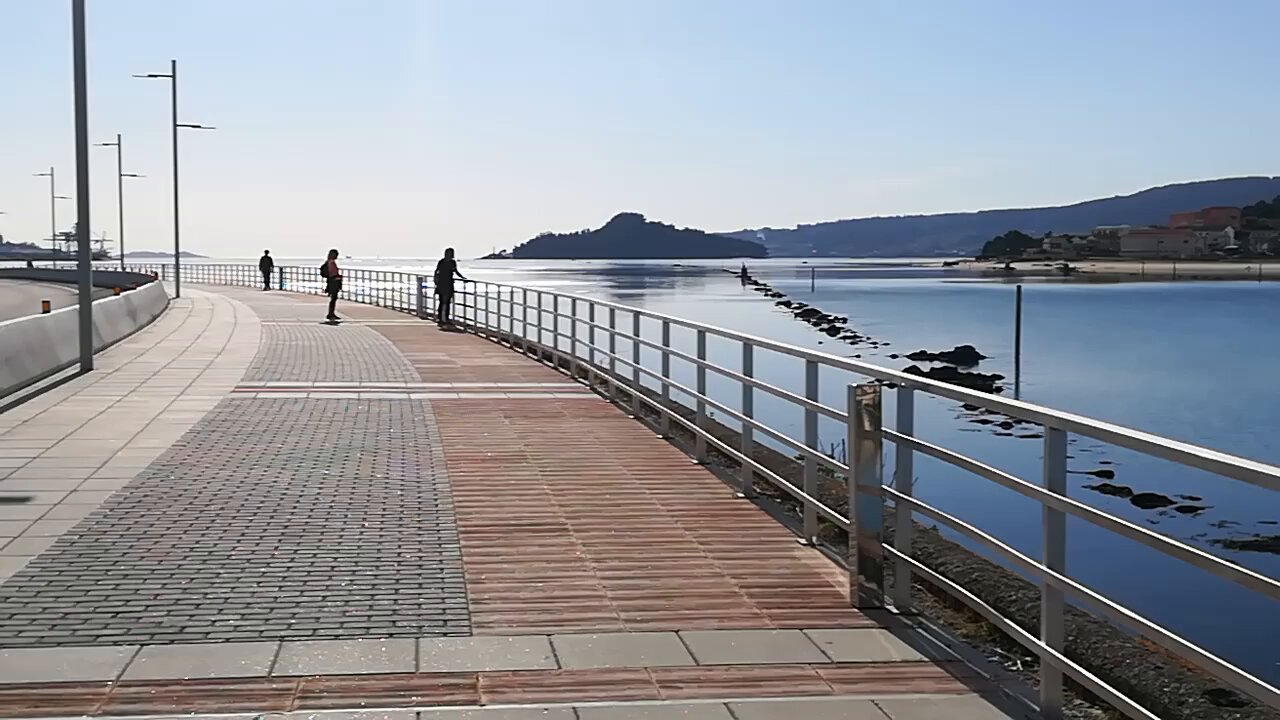
Front de mer et île de Tambo.
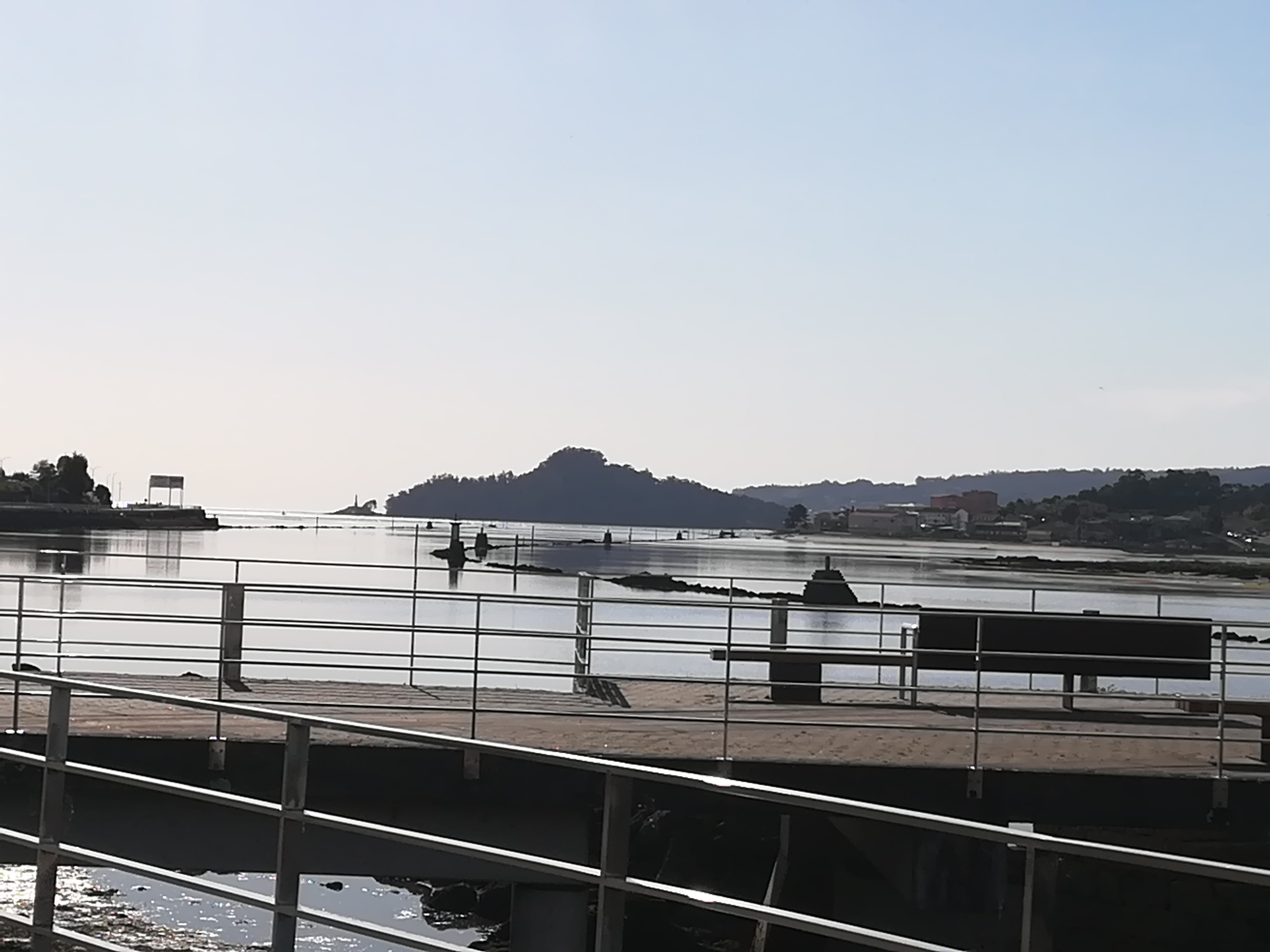
Bord de mer et belvédère
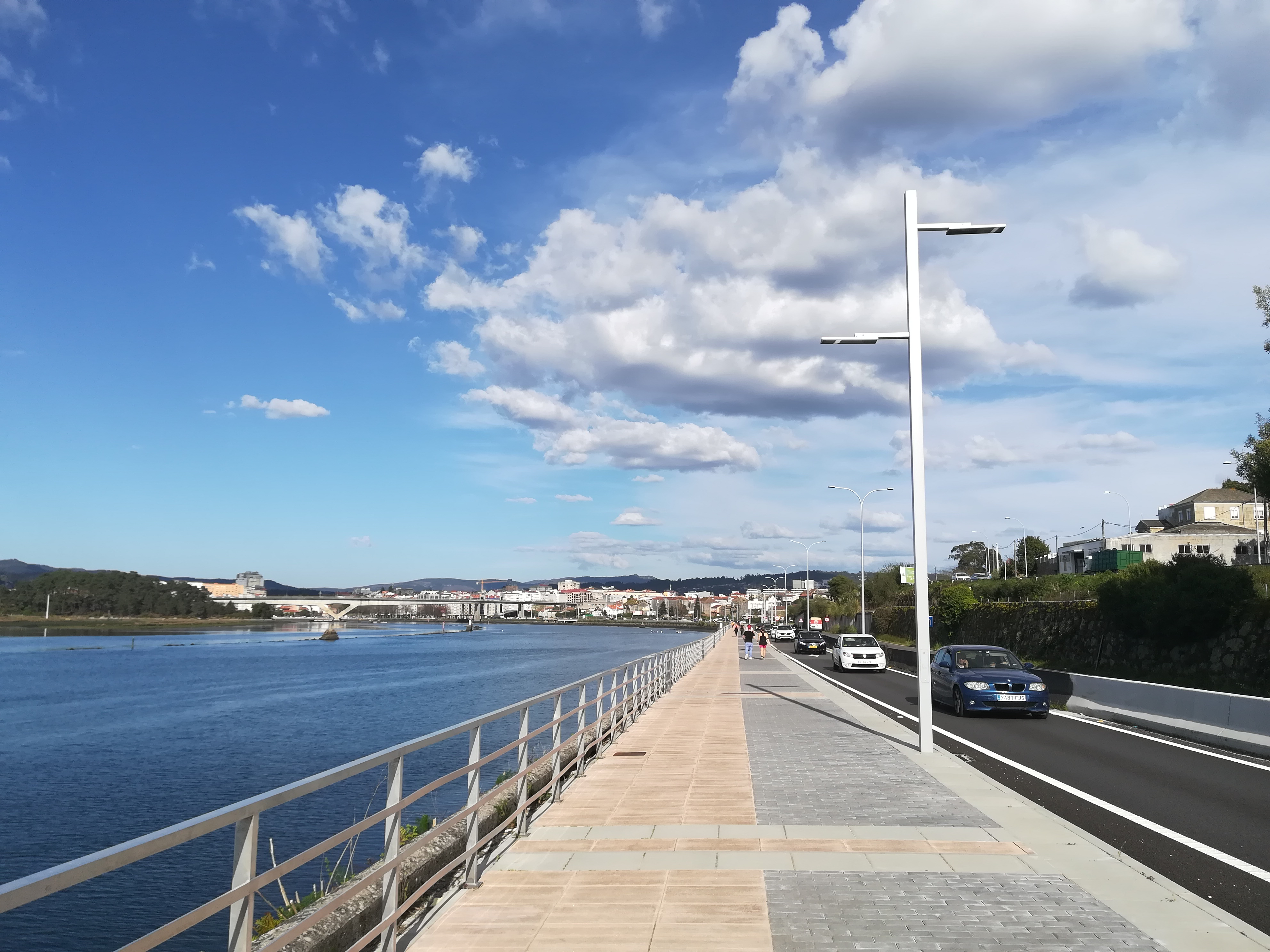
Front de mer
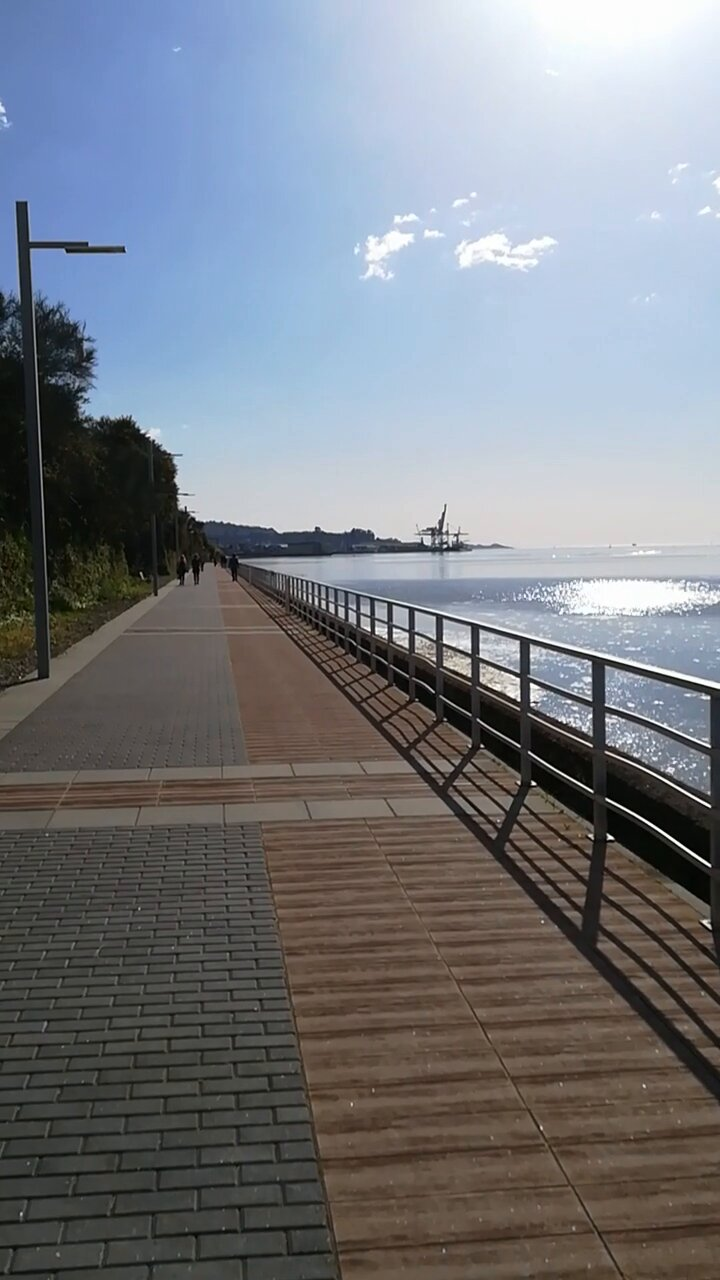
Front de mer et chantiers navals en arrière-plan
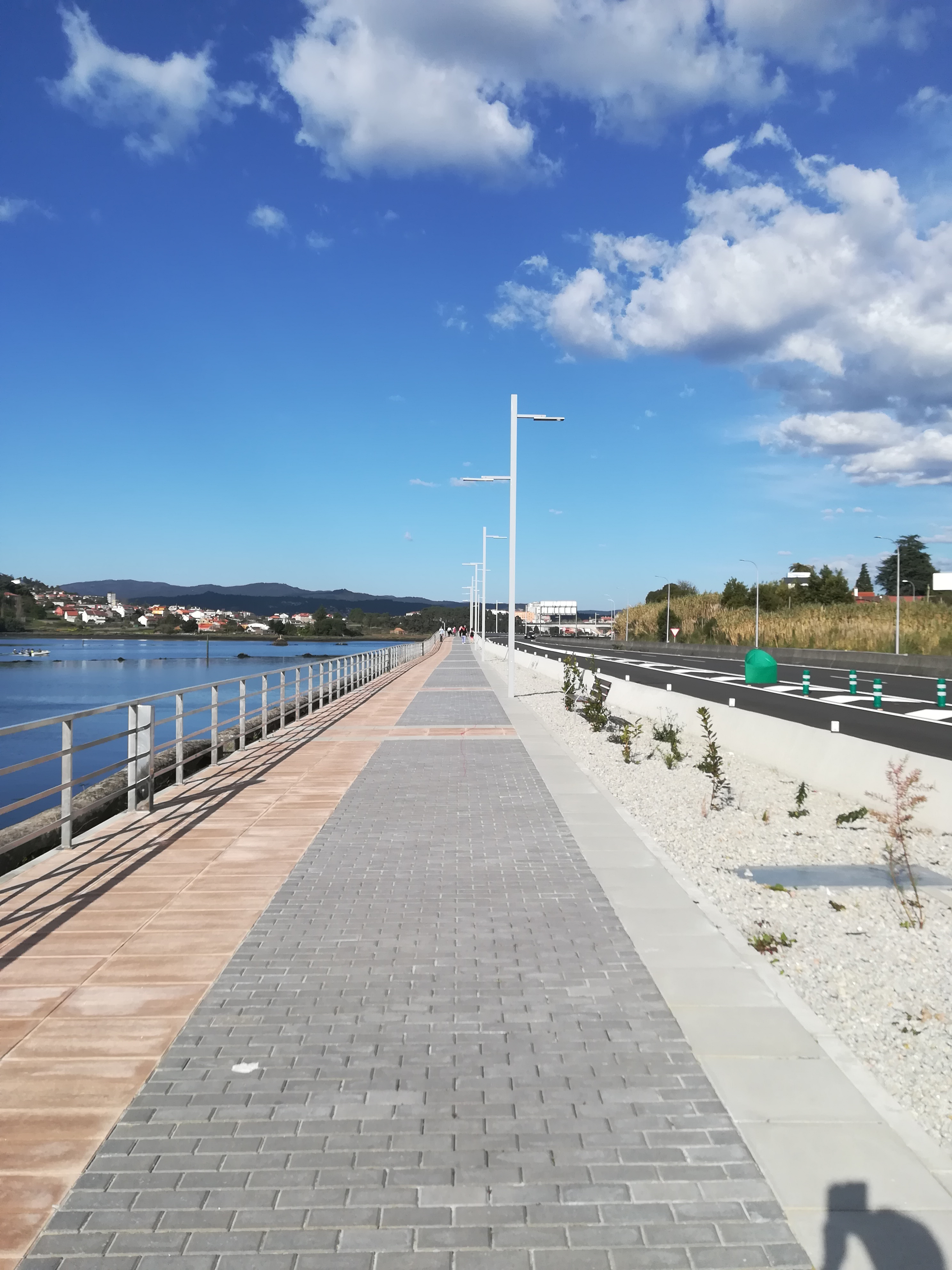
Bord de mer
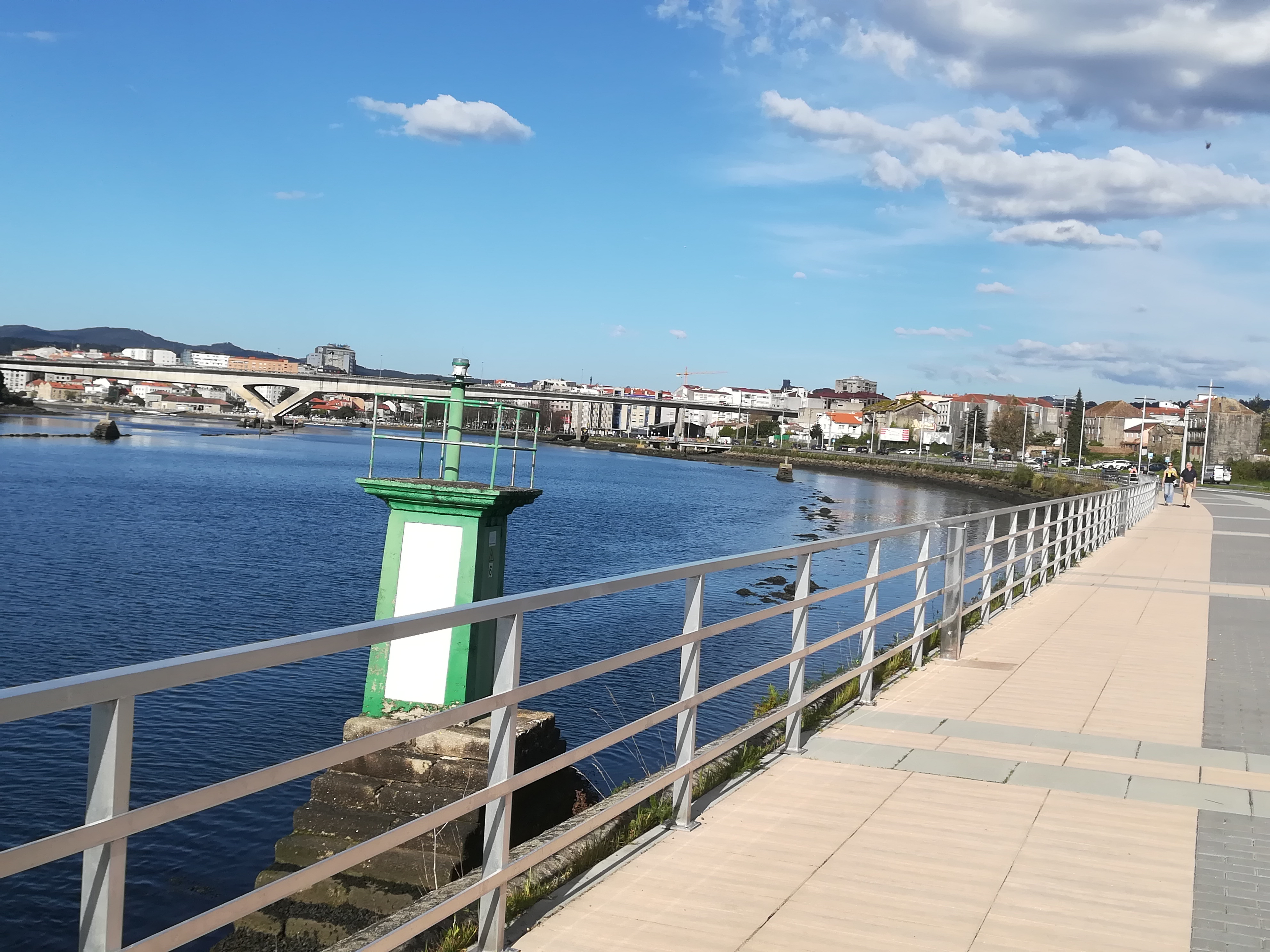
Front de mer et la ville
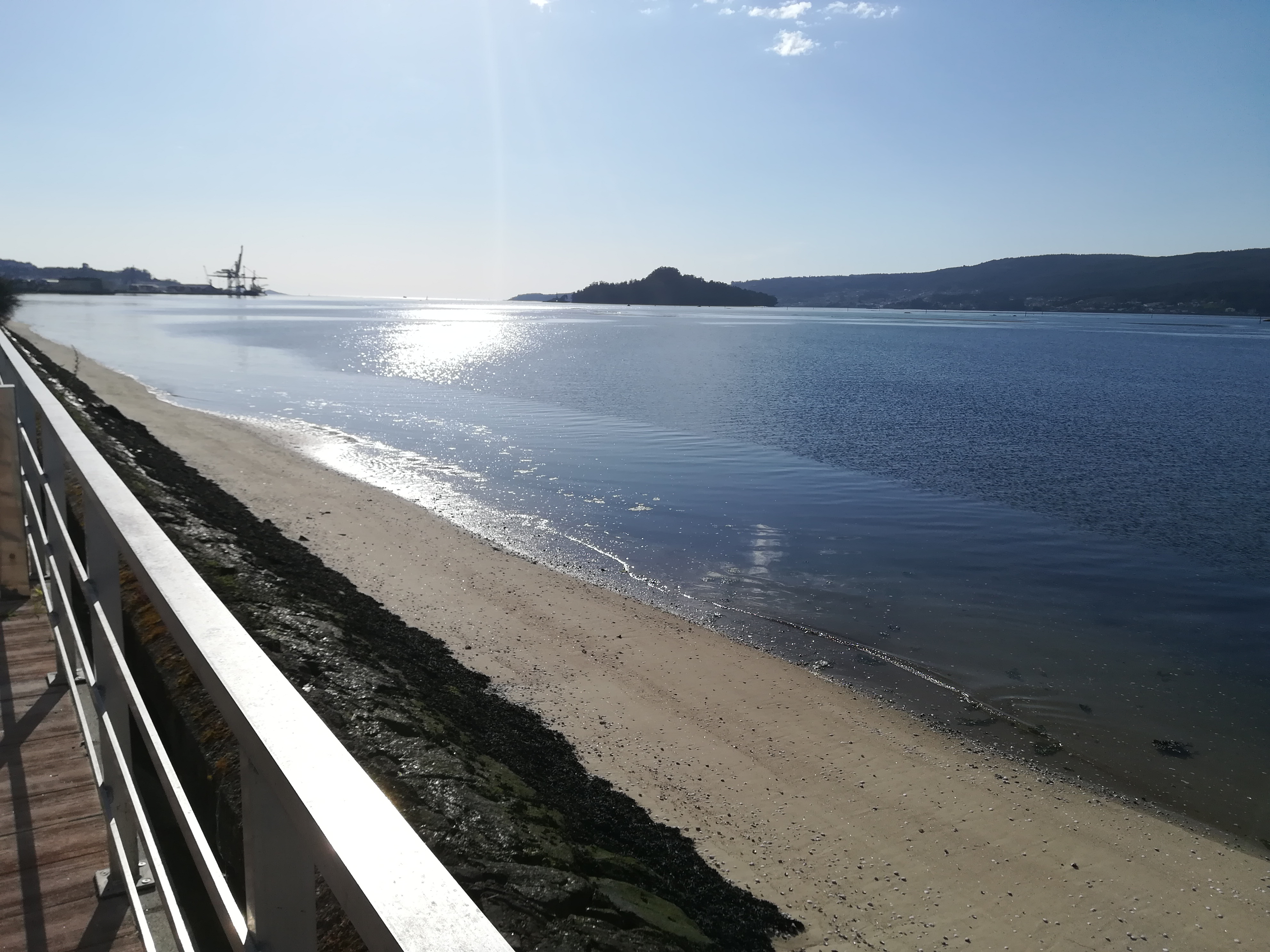
Bord de mer et Ria de Pontevedra
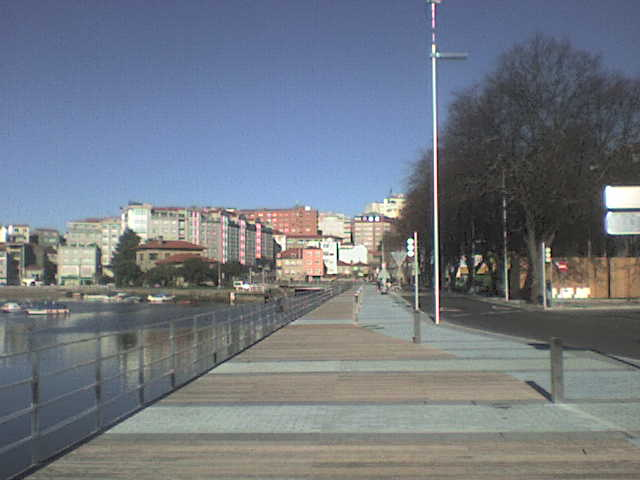
Paseo marítimo
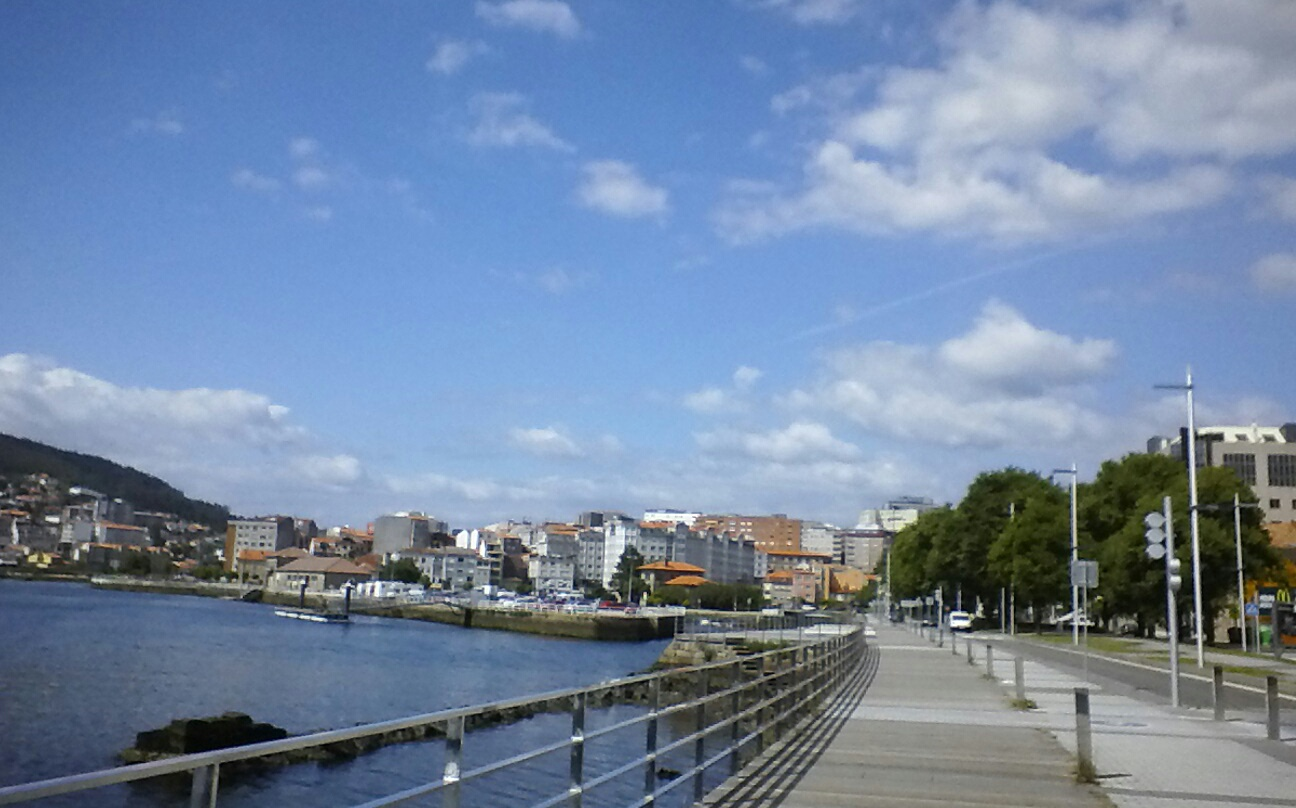
Paseo marítimo
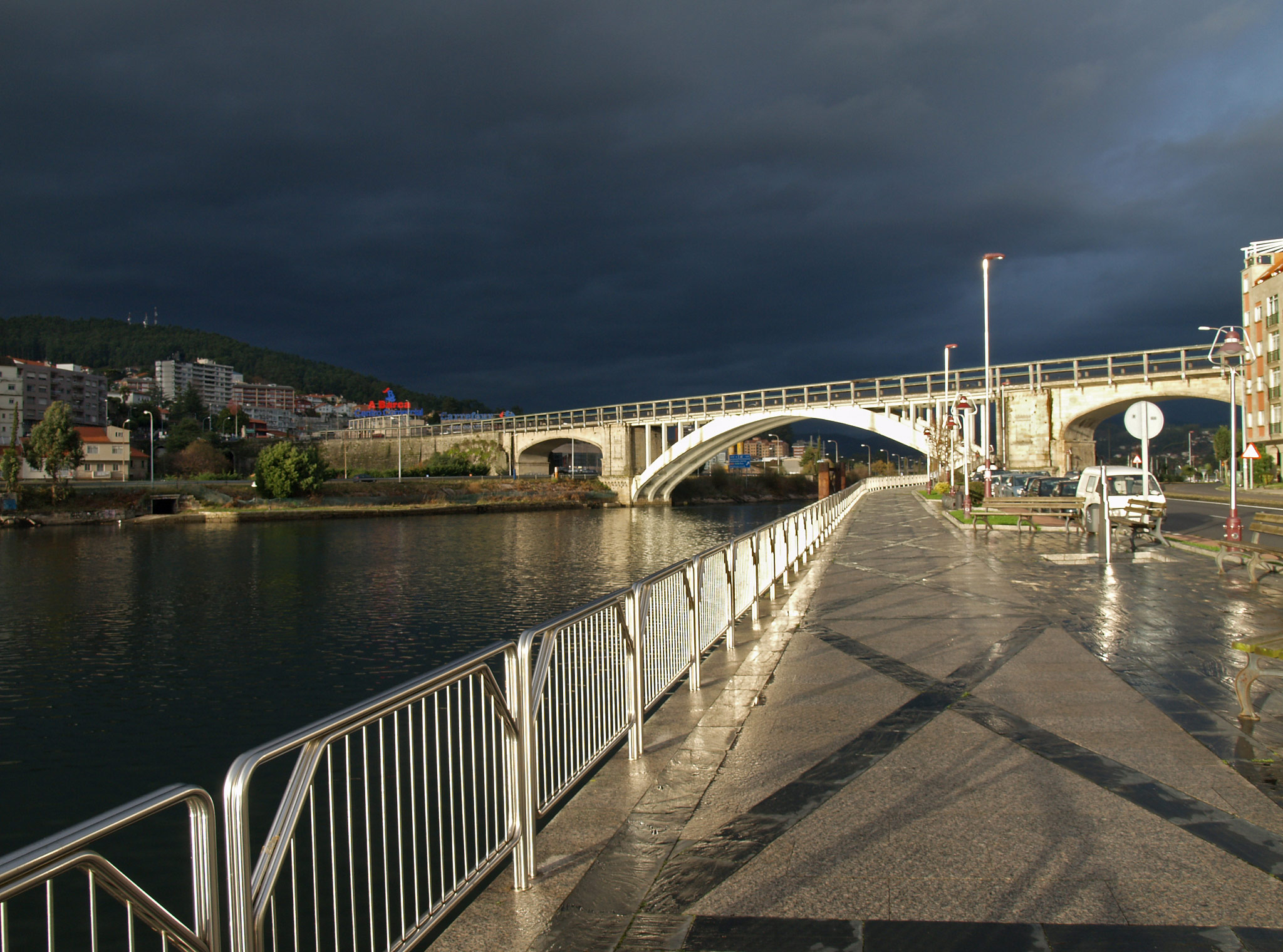
Paseo de Orillamar et pont de la Barque
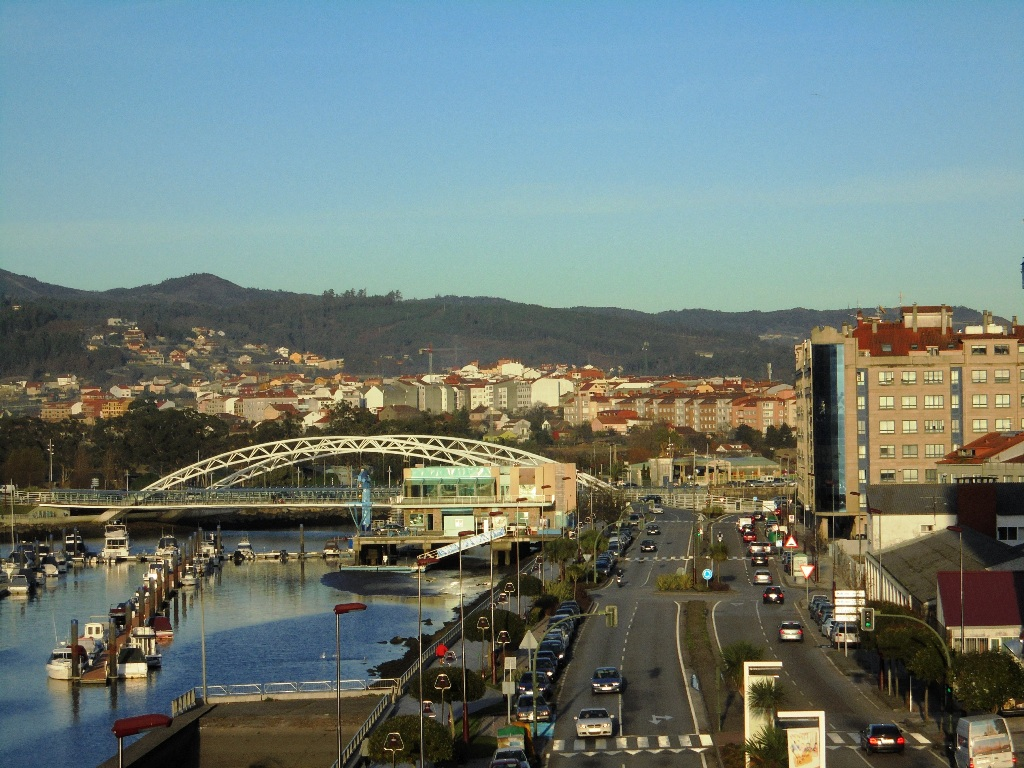
Paseo d'Orillamar et pont des Courants
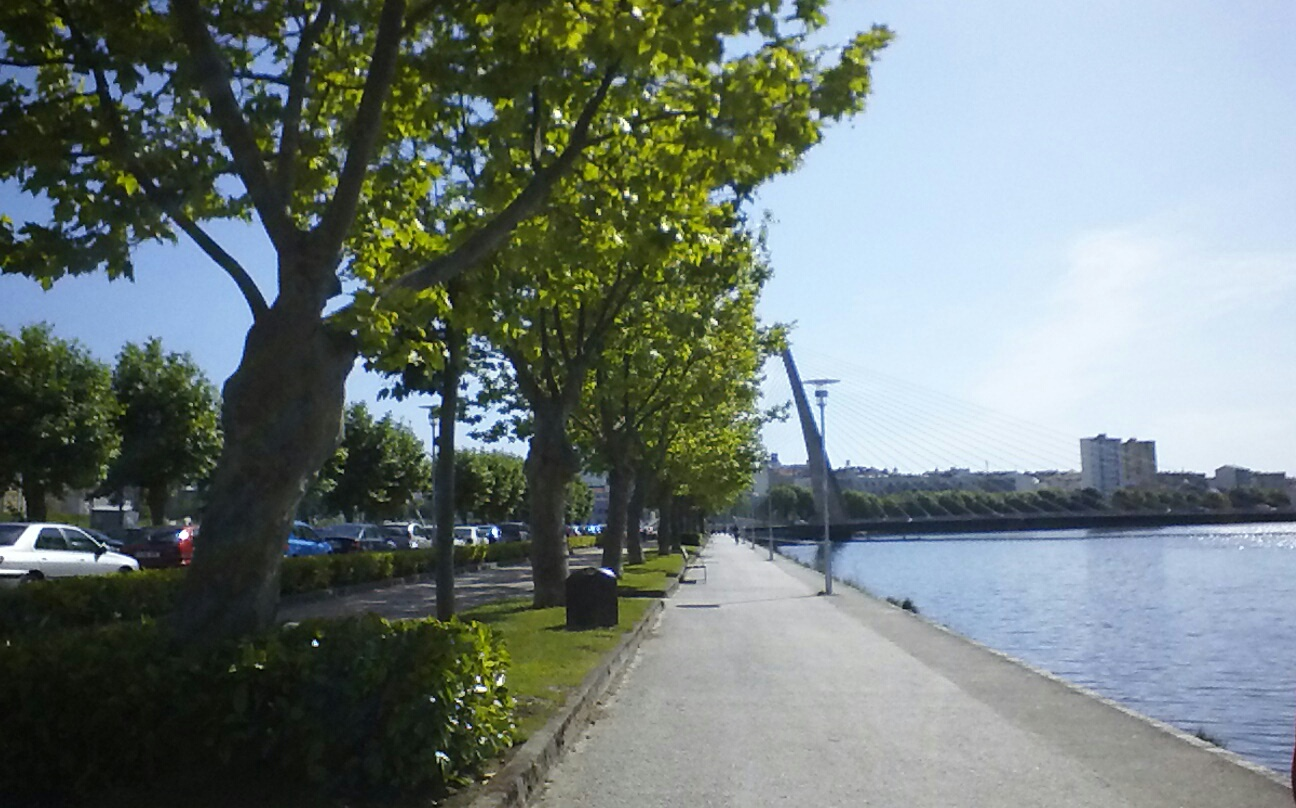
Paseo del Lérez